# Collegio di Maidstone and Malling
Maidstone and Malling è un collegio elettorale situato nelKent, nel Sud Est dell'Inghilterra, e rappresentato alla Camera dei Comuni del Parlamento del Regno Unito. Elegge un membro del Parlamento con il sistema first-past-the-post, ossia maggioritario a turno unico; l'attuale parlamentare è Helen Grant del Partito Conservatore, che rappresenta il collegio dal 2024.

## Estensione
Il collegio è costituito dai seguenti ward del Kent: 
- i ward del borgo di Maidstone di Allington, Barming and Teston, Bridge, East, Fant, Heath, High Street, North e South;
- i ward del borgo di Tonbridge and Malling di Aylesford North and North Downs, Aylesford South and Ditton, Birling, Leybourne and Ryarsh, East Malling, West Malling and Offham e Kings Hill.[1]

## Membri del parlamento
| Elezione | Elezione | Deputato    | Partito      |
| -------- | -------- | ----------- | ------------ |
|          | 2024     | Helen Grant | Conservatore |

## Risultati elettorali

### Elezioni negli anni 2020
| Partito                    | Partito                                         | Candidato                  | Risultati 4 luglio 2024 | Risultati 4 luglio 2024 |
| Partito                    | Partito                                         | Candidato                  | Voti                    | %                       |
| -------------------------- | ----------------------------------------------- | -------------------------- | ----------------------- | ----------------------- |
|                            | Conservatore                                    | Helen Grant                | 14 146                  | 30,49                   |
|                            | Laburista                                       | Maureen Cleator            | 12 472                  | 26,89                   |
|                            | Reform UK                                       | Paul Thomas                | 9 316                   | 20,08                   |
|                            | Lib Dem                                         | David Naghi                | 6 375                   | 13,74                   |
|                            | Verde                                           | Stuart Jeffery             | 3 727                   | 8,03                    |
|                            | Indipendente                                    | Yolande Kenward            | 197                     | 0,42                    |
|                            | Democratici Britannici                          | Gary Butler                | 156                     | 0,34                    |
|                            |                                                 |                            |                         |                         |
| Iscritti                   | Iscritti                                        | Iscritti                   | 76 449                  | 100,00                  |
| ↳ Votanti (% su iscritti)  | ↳ Votanti (% su iscritti)                       | ↳ Votanti (% su iscritti)  | 46 389                  | 60,68                   |
| ↳ Astenuti (% su iscritti) | ↳ Astenuti (% su iscritti)                      | ↳ Astenuti (% su iscritti) | 30 060                  | 39,32                   |
|                            |                                                 |                            |                         |                         |
|                            | Esito: collegio a Conservatore (nuovo collegio) |                            |                         |                         |